# Respawn
"Respawn" é o 23.º e último episódio da quinta temporada da série de televisão de comédia de situação norte-americana 30 Rock, e o 103.° da série em geral. Foi realizado por Don Scardino e teve o seu enredo co-escrito por Hannibal Buress e Ron Weiner. A sua transmissão original nos EUA ocorreu através da rede de televisão National Broadcasting Company (NBC) na noite de 5 de Maio de 2011. Dentre os artistas convidados, estão inclusos Victor Garber, Chris Parnell, Will Forte, Donna Mitchell, Ina Garten, Adriane Lenox, Matthew Backer, Bill Buell, e John Murray.
No episódio, o programa de televisão The Girlie Show with Tracy Jordan (TGS) inicia o seu hiato de verão. A equipa de argumentistas fica envolvida numa sessão contínua do jogo de vídeo Halo: Reach, enquanto a argumentista-chefe Liz Lemon (interpretada por Tina Fey) viaja de férias, que ficam arruinadas quando o actor Tracy Jordan (Tracy Morgan) aparece. Entretanto, o executivo Jack Donaghy (Alec Baldwin) usa o estagiário Kenneth Parcell (Jack McBrayer) para superar o rapto da sua esposa Avery Jessup (Elizabeth Banks), que se encontra cativa na Coreia do Norte. Em outros lugares, Jenna Maroney (Jane Krakowski) tem de fazer uma escolha entre a sua posioção como porta-voz do Conselho da Lã e o relacionamento com o seu namorado Paul L'Astnamé (Will Forte).
Em geral, "Respawn" foi recebido com opiniões mistas por entre os críticos especialistas em televisão do horário nobre. Houve alguns que consideraram-no decepcionante e muito aquém das expectativas definidas pelos episódios finais de temporadas anteriores. Não obstante, outros críticos destacaram alguns dos enredos, particularmente o de Jack por ter permitido uma maior exposição do talento de McBrayer. De acordo com o sistema de mediação de audiências Nielsen Ratings, foi assistido por uma média de 4,20 milhões de agregados familiares durante a sua transmissão original norte-americana, e foi-lhe atribuída a classificação de 2,1 e seis de share entre os telespectadores pertencentes ao perfil demográfico dos dezoito aos 49 anos de idade.

## Produção e desenvolvimento
"Respawn" teve o seu enredo co-escrito por Hannibal Buress e Ron Weiner, e foi realizado por Don Scardino. Esta foi a única vez que Buress trabalhou no enredo de um episódio da série, tendo ele participado antes em seis episódios, todos eles da quinta temporada. Embora tenha integrado a equipa de argumentistas do seriado, Buress despediu-se após apenas seis meses de trabalho. Para Weiner, foi a sua nona vez a escrever um argumento para 30 Rock, assim como a terceira na quinta temporada, enquanto para Scardino, foi o seu 35.º crédito como realizador no seriado e sétimo na quinta temporada, estendendo o seu recorde como o realizador do maior número de episódios. Além disso, foi a quinta vez consecutiva que ele realizou o episódio final de uma temporada da série. "Respawn" foi parcialmente filmado a 23 de Março de 2011 nos Estúdios Silvercup na Cidade de Nova Iorque. No momento das filmagens, Jane Krakowski, intérprete de Jenna Maroney, estava grávida. Acerca disto, a actriz afirmou que a sua gravidez adicionou uma camada de complexidade à quinta temporada. "Sempre que não estava a filmar, estava em testes no alfaiate a experimentar dispositivos diferentes para ocultar o meu barrigão cada vez maior," declarou ela acerca dos truques usados pela equipa, tais como como delinear a sua barriga com fita azul para o operador de câmara saber onde não filmar. O filho de Krakowski, Bennett Robert Godley, nasceu a 13 de Abril, algumas semanas depois da conclusão das filmagens de "Respawn".

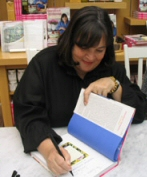
Após ter sido mencionada em vários episódios anteriores, a chef dfe culinária Ina Garten finalmente fez uma participação em 30 Rock.

O actor Victor Garber participou de "Respawn" como Eugene Gremby, presidente do Conselho Nacional da Lã. Ina Garten, chef de culinária e apresentadora do programa de televisão Barefoot Contessa, também participou do episódio interpretando uma versão fictícia de si mesma. Tina Fey, criadora de 30 Rock e intérprete da personagem principal Liz Lemon, é uma fã de Garten, e ambas já expressaram sua admiração mútua por várias vezes. Garten descreveu Fey como "tudo o que você imagina e ainda linda por cima." Em 2016, quando Garten lançou o seu décimo livro de receitas, Cooking With Jeffrey, Fey retribuiu o favor ao moderar um evento de Garten em Nova Iorque. Fey descreveu Garten como "mais amada que Tom Hanks e Blue Ivy juntos," e Garten elogiou Fey como uma das pessoas mais inteligentes e engraçadas que já conheceu. Nos episódios anteriores, a admiração de Liz por Garten é uma piada recorrente, com o seriado referenciado a personalidade com regularidade, assim como o seu estilo luxuoso e sem esforço, tornando-a num símbolo do que Liz anseia. Liz compara-se frequentemente a Garten, descrevendo o seu estilo de vida e peculiaridades de forma humorística. Em "The Fabian Strategy", Liz revela estar a modelar a sua vida segundo a de Ina Garten, A piada recorrente reside no facto de Liz aspirar ao tipo de estilo de vida sem preocupações e gourmet representado por Garten, apesar da sua própria existência caótica. Liz imagina a vida da chef de culinária como uma fuga perfeita dos seus próprios problemas. Em "Respawn", Liz finalmente aluga uma casa de praia nos Hamptons, que sonha trazê-la mais perto de Garten, que aparece para Liz numa sequência de fantasia como a vizinha idealizada de Liz, encarnando tudo o que Liz há muito deseja.
Apesar do seu nome ter sido listado na sequência de créditos de abertura, o actor Scott Adsit, intérprete da personagem Pete Hornberger, não participou deste episódio. Em "Respawn", o actor e comediante Chris Parnell fez a sua 18.ª participação especial em 30 Rock a interpretar o Dr. Leo Spaceman, enquanto o também actor e comediante Will Forte fez a sua sexta aparição como Paul L'astanmé. Ambos integraram no passado o elenco do Saturday Night Live (SNL), um programa de televisão humorístico norte-americano transmitido pela NBC no qual Fey foi argumentista-chefe entre 1999 e 2006. Vários outros membros do elenco do SNL já fizeram uma participação em 30 Rock. Eles são: Rachel Dratch, Andy Samberg, Fred Armisen, Kristen Wiig, Will Forte, Jason Sudeikis, Molly Shannon, Horatio Sanz, Jan Hooks, e Siobhan Fallon Hogan. Ambos Fey e Tracy Morgan fizeram parte do elenco principal do SNL, com Fey sendo ainda a apresentadora do segmento Weekend Update. Outros membros da equipa de 30 Rock que trabalharam em SNL são John Lutz, argumentista entre 2003 a 2010, e Steve Higgins, argumentista e produtor do SNL desde 1995. O actor Alec Baldwin apresentou o SNL por dezassete vezes, o maior número de episódios por qualquer personalidade.
Woollie, uma mascote grotesca feita de lã densa e esfarrapada, coberta por centenas de olhos que nunca piscam, foi concebida por Robert Carlock, co-criador e produtor de 30 Rock, como um elemento surreal no episódio. Em uma entrevista para o blogue Modern Farmer, Carlock revelou que Woollie foi concebida para ser um detalhe menor — uma personagem de fundo numa cena na qual Jenna Maroney é cortejada pelo Conselho Nacional da Lã para se tornar o rosto da lã. A produção de Woollie envolveu muita criatividade e recursos. O traje foi desenhado para ser mais uma máscara do que um fato completo, com "garras retorcidas e assustadoras" que nem sequer chegaram a aparecer no ecrã. Carlock queria inicialmente que Woollie tivesse presas, mas o criador da marioneta convenceu-o de que elas não seriam visíveis através da lã. O desenho de Woollie, combinado com a ovelha animatrónica assustadora que também apareceu no episódio, foi uma adição à atmosfera surreal das cenas do Conselho da Lã. Apesar do seu tempo de ecrã limitado, a personagem causou um impacto duradouro nos fãs da série e na equipa de produção. Porém, nunca voltou a aparecer na série.
O actor e comediante Judah Friedlander, que interpreta a personagem Frank Rossitano em 30 Rock, é conhecido pelos seus bonés de camioneiro de marca registada que ele usa dentro e fora da personagem Frank. Os chapéus, normalmente, apresentam pequenas palavras ou frases estampadas neles. Friedlander afirmou que ele próprio é quem faz os chapéus. Revelou também que "alguns deles são piadas interiores, e alguns são simplesmente piadas". A ideia veio do persona de Friedlander nas suas apresentações de comédia stand-up, nas quais os chapéus estão todos impressos com a escrita "campeão mundial" em diferentes línguas e diferentes aparências. Neste episódio, Frank usa um boné que lê "Van with Man."

## Enredo
Liz visita Jack no gabinete dele, cumprimentando-o com um tom de piedade. Jack diz que compreende que as pessoas sintam pena dele porque a sua mulher foi sequestrada por Kim Jong-Il, mas não quer a sua piedade e está cansado daquele tom de piedade. Jack admite que sente falta de Avery e de todas as coisas que costumavam fazer juntos. Jack volta para casa e encontra o estagiário Kenneth Parcell (Jack McBrayer) a preparar um jantar caseiro na sua sala de jantar. De princípio, Jack fica relutante mas acaba por aceitar, desenvolvendo um afecto por Kenneth, cujas nádegas têm forma semelhante às da sua esposa. No dia seguinte, Jack agradece ao estagiário pelo jantar e convida-lhe a retornar à sua casa para mais um jantar. Inicialmente, Kenneth recusa pois tem limpezas de primavera por fazer nos escritórios da NBC. Mas, Jack coloca Jonathan (Maulik Pancholy) e o resto da sua família a fazerem esta tarefa, garantindo que Kenneth consiga aparecer para o jantar. No jantar, Jack faz Kenneth pôr um par de brincos de Avery e depois sentar-se com ele no sofá para conversar da forma como Jack e Avery costumavam fazer. Kenneth sente-se bastante desconfortável com isto. Mais tarde naquela noite, Jack deita-se no seu sofá, profundamente adormecido, e abraça Kenneth, que está completamente acordado. Kenneth tenta escapar sorrateiramente, mas Jack abraça-o mais forte e Kenneth não se pode mexer. Na manhã seguinte, Jack esconde as roupas de Kenneth, forçando-lhe a usar um roupão de seda cor-de-rosa de Avery. Ele questiona sobre as suas roupas e expressa desagrado pela situação, explicando a Jack que ele deve ultrapassar a sua auto-comiseração. Jack finalmente percebe.
Após uma performance no intervalo do Wool Bowl, Jenna foi contactada pelos patrocinadores, que ficaram tão entusiasmados pelo seu desempenho ao ponto de nomeá-la a nova Embaixadora Celebre da Lã, o que será muito lucrativo. Numa reunião com o Conselho Nacional da Lã, o presidente Eugene Gremby (Victor Garber) informa-lhe que, sendo a lã é uma "tecido saudável," haverá uma cláusula de moralidade no seu contrato e questiona a Jenna se ela conseguirá atender a este requisito, como a actriz foi publicada em uma revista de fofocas de celebridades a está a passear o seu namorado Paul L'astnamé (Will Forte) como um cão. Jenna garante a Eugene que ela e Paul estão num relacionamento comprometido e organiza um jantar para que Eugene e a sua esposa possam conhecer Paul. De volta à sua residência, Jenna explica a Paul que, como a nova Embaixadora da Lã, tem de manter uma certa imagem em público, muito para o desagrado dele. No jantar, Eugene fica impressionado pela suposta normalidade do casal. Todavia, mais logo, Jenna e Paul armam uma emboscada para Eugene, que assedia sexualmente a Paul vestido de Jenna. Com isto, o casal decide desistir do contrato.
Liz encontra Frank Rossitano (Judah Friedlander), James "Toofer" Spurlock (Keith Powell), J. D. Lutz (John Lutz) e John (John Murray) a jogarem Halo: Reach no escritório dos argumentistas. Ela deseja-lhes um bom verão e parte para as suas férias. Na sua casa de praia alugada nos Hamptons, Liz senta-se na varanda e escuta a aulas de espanhol. Porém, é rapidamente interrompida por Tracy Jordan (Tracy Morgan), que revela que comprou todas as propriedades à volta daquela casa. Liz, extremamente irritada por ter Tracy a atrapalhar as suas férias, tenta pedir-lhe para ser um pouco mais agradável, mas Tracy não aceita e chantagea Liz, ameaçando ser um actor ainda pior na próxima temporada do TGS. Sentindo-se presa, Liz, que foi multada por ter cometido um crime de ódio contra o que o conselho municipal da Cidade de Nova Iorque considera ser uma "árvore judia" no episódio anterior, regressa ao escritório e encontra os argumentistas ainda a jogarem. Ao notar que o envelope com o pagamento da multa ainda não havia sido enviado, Liz rasga-o e comparece diante de um juiz no dia seguinte para não contestar a multa, simplesmente recusando-se a pagá-la. Como resultado, é condenada a doze semanas de serviço comunitário. Liz fica radiante.
No final do episódio, Jack empurra a sua filha Liddy num carrinho de bebé pelo Central Park. Encontra Liz, que está num fato laranja, a recolher lixo. Liz declara que obteve o seu verão ideal — está ao ar livre, usando roupa confortável, a fazer jardinagem e a aprender espanhol. Nesse momento, Jenna corre para lá vestida num fato de cão, e Paul aproxima-se usando um fato conservador e uma máscara de gimp, repreendendo Jenna. Tracy também aparece com um taco de golfe. Enquanto todos fazem festas a Liddy, Kenneth espia-os. Os quatro argumentistas continuam a jogar Halo: Reach no escritório até ao retorno de Liz para o início da sexta temporada.

## Transmissão e repercussão

### Audiência
Nos Estados Unidos, "Respawn" foi transmitido pela primeira vez na noite de 5 de Maio de 2011 através da NBC como o 23.º e último episódio da quinta temporada de 30 Rock, assim como o 103.° da série em geral. Naquela noite, de acordo com as estatísticas publicadas pelo sistema de mediação de audiências Nielsen Ratings, o episódio foi assistido por 4,20 milhões de telespectadores norte-americanos. Além disso, foi-lhe atribuída a classificação de 2,1 e seis de share no perfil demográfico dos telespectadores entre os dezoito aos 49 anos de idade, o que significa que foi visto por 2,1 por cento de todas as pessoas dos dezoito aos 49 anos de idade, e por seis por cento de todas as pessoas dos dezoito aos 49 anos de idade dentre as que estavam a assistir à televisão no momento da transmissão. Embora tenha sido um melhoramento em relação aos 3,95 milhões de famílias que assistiram ao episódio anterior, "Everything Sunny All the Time Always", que marcou o recorde de menor número de telespectadores reunidos para um episódio da série, a audiência de "Respawn" foi inferior à da maioria dos demais episódios da temporada. Além disso, foi a menor audiência para um episódio final de uma temporada, superado apenas pelo episódio final da sexta temporada, "What Will Happen to the Gang Next Year?".

### Análises da crítica
| Críticas profissionais | Críticas profissionais |
| Avaliações da crítica  | Avaliações da crítica  |
| Fonte                  | Avaliação              |
| ---------------------- | ---------------------- |
| A.V. Club              | B+                     |

"Respawn" dividiu opiniões entre os críticos, com alguns achando-o "extremamente sem graça" e outros considerando-no "maravilhosamente estranho." Para Jason Hughes, da coluna TV Squad do portal norte-americano AOL, o episódio concentrou-se demais em Jenna e pareceu mais um "pensamento tardio" da temporada do que um grandioso fechamento final, não tendo assim o impacto esperado. Hughes engrandeceu a participação de Victor Garber, mas criticou o seriado por não ter explorado melhor o potencial da moralidade da sua personagem, assim como pela utilização limitada das demais personagens secundárias. Outrossim, segundo ele, a trama de Jack foi a única que realmente se destacou. O julgamento publicado pelo portal Hollywood.com também expressou decepção, relatando que apesar de alguns bons momentos, no geral, não foi o final de temporada impactante que a série merecia.

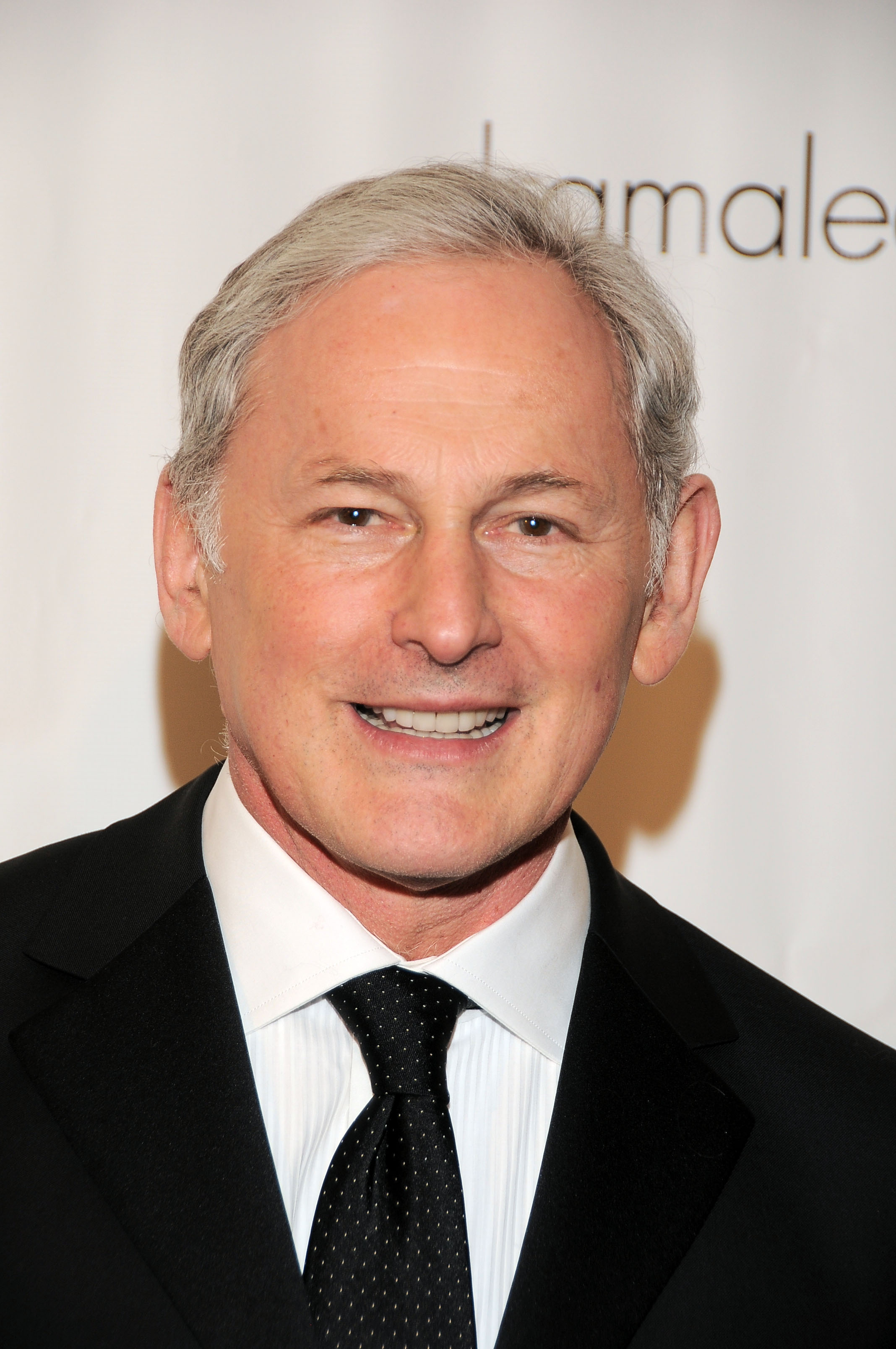
Embora o desempenho do actor convidado Victor Garber tenha sido enaltecido, o seriado foi criticado por não ter explorado melhor o potencial da sua personagem.

Na sua análise para o jornal Los Angeles Times, a repórter Meredith Blake descreveu o episódio como "inesperadamente bizarro, desviando-se de um típico final com suspense para explorar um lado ainda mais surreal do que o habitual da série." Dan Forcella, para o blogue TV Fanatic, notou que apesar de alguns momentos engraçados, a conclusão da temporada acabou sendo decepcionante, especialmente após uma quarta temporada fraca, expressando pouco agrado pelas tramas de Jack e Jenna por sua falta de originalidade e impacto humorístico, principalmente esta última pelas situações bizarras não terem conseguido gerar o impacto humorístico esperado. Forcella elogiou o desepemnho de Tracy Morgan, cujo comportamento excêntrico da sua personagem trouxe alívio cómico, e destacou a cena de Liz no tribunal como o ponto mais alto. As tramas principais, particularmente a de Jack e a de Jenna, foram criticadas. Embora tenha vangloriado a quinta temporada de 30 Rock como a melhor desde a segunda na sua apreciação para o portal Uproxx, o redator Alan Sepinwall sentiu que o final não fez justiça à temporada como um todo, que ele havia apreciado bastante. Não obstante, apladiu a oportunidade rara dada a Jack McBrayer para brilhar.
No entanto, nem todas opiniões foram negativas. O gazetista Ian McDonald, para o periódico TV Overmind, percebeu que "Respawn" fechou a temporada de forma satisfatória, deixando boas expectativas para a próxima. O repórter Nathan Rabin, conforme o seu comentário para o jornal de entretenimento A.V. Club, sentiu que embora a quinta temporada tenha visto 30 Rock a reencontrar o seu equilíbrio que, segundo ele, foi perdido quando caiu em autocomédia e desespero criativo na quarta temporada, o público não deve esperar que cada episódio seja deslumbrante. Rabin sugeriu que, num momento no qual pode ser ofuscado por programas como Community e Parks and Recreation, o seriado deve aproveitar a sua longevidade para ser "um pouco excêntrico e solto," de modo a permitir que os críticos também relaxem um pouco. O colunista Matt Fisher, para o segmento Vulture da New York Magazine, sentiu que a verdadeira sensação de episódio final ocorreu no centésimo episódio, com os subsequentes sendo mais descontraídos e menos centrados em grandes desenvolvimentos temáticos, o que, segundo o autor, é adequado para uma série que se alimenta do cepticismo em relação a clichês televisivos e ao crescimento das personagens. Fisher elogiou "Respawn" pela abordagem divertida da trama, com destaque para os detalhes excêntricos, e parabenizou 30 Rock por continuar a oferecer momentos brilhantes de humor e performances cómicas extremamente satisfatórias, mesmo apesar de ter perdido parte da sua audácia original. Por outro lado, Steve Kandell, outro colunista do mesmo estabelecimento, opinou que o episódio "pode não ter sido o mais brilhante, mas é um exemplo de como o seriado usa a sua liberdade criativa para surpreender e entreter, deixando um sentimento de que a série se está a permitir ser estranha e maravilhosa em sua própria maneira."
A publicista Juli Weiner, para a revista Vanity Fair, reconheceu o episódio como "muito estranho, muito bom" e muito melhor do que a "bagunça desarticulada" que foi o episódio anterior. Reyhan Harmanci, do blogue Modern Farmer, comentou que a criação de Woollie e o uso da ovelha animatrónica refletem "a dedicação de 30 Rock em criar um mundo cómico imersivo e bizarro, no qual até os menores detalhes recebem uma atenção significativa. Este ethos é o que tornou a série tão querida, com cada episódio repleto de piadas em camadas, piadas recorrentes e personagens estranhas e memoráveis como Woollie." Comentando sobre a participação de Ina Garten na sua resenha para o periódico Mashed, a gazetista Molly Harris sentiu que foi uma conclusão satisfatória para a fantasia recorrente de Liz Lemon sobre viver perto da chef celebridade. Jacob Trussell, do blogue Film School Rejects, listou "Respawn" no quarto lugar da sua lista dos melhores episódios de 30 Rock, comentando: "Misture o humor estranho e subversivo de Paul e Jenna, passe-o por um liquidificador 'saudável' e terás apenas a ponta do iceberg sobre o porquê deste episódio ser um dos clássicos de sempre de 30 Rock."